# Roksana Węgiel
Roksana Emilia Węgiel-Mglej, występująca także pod pseudonimami Roxie i Roxie Węgiel (ur. 11 stycznia 2005 w Jaśle) – polska piosenkarka muzyki pop, autorka tekstów, kompozytorka i osobowość medialna.
Zwyciężczyni pierwszej edycji programu The Voice Kids (2018), 16. Konkursu Piosenki Eurowizji Junior (2018) i trzeciej edycji programu tanecznego Dance Dance Dance (2021). Laureatka Europejskiej Nagrody Muzycznej MTV dla najlepszego polskiego wykonawcy (2019).

## Życiorys
Urodziła się 11 stycznia 2005 w Jaśle. Jest córką Edyty i Rafała Węglów; jej ojciec jest przedstawicielem handlowym, a matka była kosmetyczką, która przerwała pracę zawodową, gdy córka zaczęła koncertować. Ma dwóch młodszych braci: Maksymiliana i Tymoteusza.
W Jaśle ukończyła Szkołę Podstawową nr 4 i uczęszczała do szkoły muzycznej I stopnia do klasy fortepianu. Kiedy miała osiem lat, zaczęła uczęszczać na lekcje śpiewu, a później dołączyła do parafialnej scholi dziecięcej działającej przy Sanktuarium św. Antoniego w Jaśle. W 2013 rozpoczęła współpracę z Jasielskim Domem Kultury. Była członkinią hip-hopowej grupy tanecznej R-Revolution.
W 2023 ukończyła Liceum Ogólnokształcące nr 4 w Jaśle. Po ogłoszeniu wyników egzaminów maturalnych poinformowała, że nie planuje podjąć studiów wyższych. W 2025 zadeklarowała rozpoczęcie studiów na Nottingham Trent University na kierunku Commercial Songwriting & Production.

## Kariera
W 2015 zagrała w teledysku do piosenki zespołu disco polowego Rompey „Mam obsesję”. W 2016 wzięła udział w programie Telewizji Polskiej Petersburski Music Show. Jesienią 2017 wzięła udział w pierwszej edycji programu TVP2 The Voice Kids. Podczas tzw. „przesłuchań w ciemno” zaśpiewała piosenkę Beyoncé „Halo” i przeszła do kolejnego etapu, dołączając do drużyny Edyty Górniak. Zakwalifikowała się do odcinków na żywo i dotarła do finału rozgrywanego 24 lutego 2018. W finale wykonała trzy piosenki, m.in. premierowy utwór „Żyj”, i ostatecznie zajęła pierwsze miejsce w głosowaniu telewidzów. W ramach nagrody podpisała kontrakt płytowy z Universal Music Polska. 6 kwietnia 2018 w serwisie YouTube zaprezentowała teledysk do „Żyj”. 22 lipca wystąpiła w koncercie „Lato, muzyka, zabawa” – wakacyjnej trasie przygotowanej przez TVP2. 17 sierpnia wydała singiel „Obiecuję”.

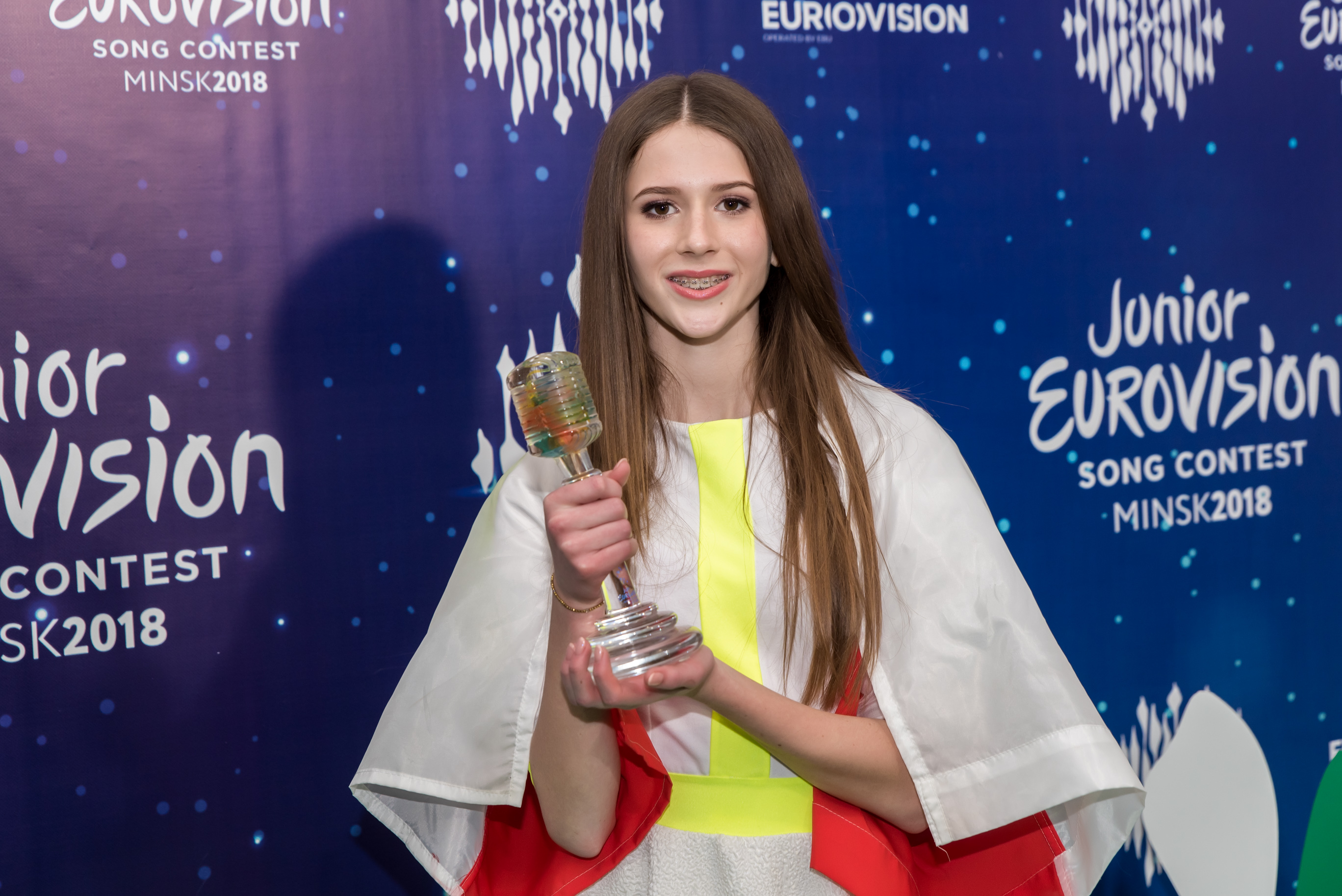
Węgiel po wygraniu 16. Konkursu Piosenki Eurowizji Junior (2018)

21 września 2018 została ogłoszona przez TVP reprezentantką Polski z utworem „Anyone I Want to Be” w 16. Konkursie Piosenki Eurowizji Junior w Mińsku. W październiku zaprezentowała kolekcję ubrań „Roxie”, którą stworzyła z odzieżową marką Reporter Young, ponadto premierę miał singiel „Zatrzymać chwilę”, który nagrała w duecie z Edytą Górniak na potrzeby promocji filmu animowanego Hotel Transylwania 3. Również w tym filmie użyczyła głosu postaci Lucy. 25 listopada zwyciężyła w finale Eurowizji Junior 2018, zdobywając łącznie 215 punktów, w tym 136 pkt od widzów (1. miejsce) i 79 pkt od jury (7. miejsce). 1 grudnia wydała singiel „Święta to czas niespodzianek”, który nagrała z Zuzanną Jabłońską i 4Dreamers. 5 grudnia zaprezentowała premierowo akustycznę wersję „Anyone I Want to Be” podczas Wielkiego Testu o Europie – programu, który był emitowany na żywo przez TVP1. 31 grudnia wystąpiła podczas koncertu sylwestrowego Sylwester Marzeń z Dwójką w Zakopanem.

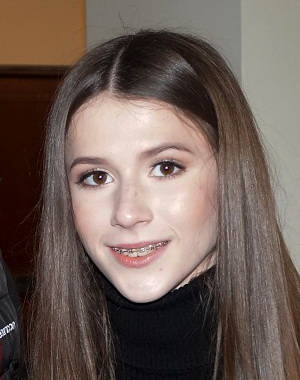
Węgiel (2018)

W styczniu 2019 uzyskała nominację do nagrody polskiego przemysłu fonograficznego Fryderyka w kategorii fonograficzny debiut roku, a TVP wyemitowała jej gościnny występ w jednym z odcinków drugiej edycji The Voice Kids. W lutym wystąpiła na gali rozdania Bestsellerów Empiku 2018 z piosenkami „Anyone I Want to Be” i „Żyj”, za który w trakcie gali otrzymała złotą płytę za sprzedaż albumu w ponad 15 tys. nakładzie. Była również gościem muzycznym podczas meczu koszykarskiego Polska-Holandia, który odbywał się w ramach kwalifikacji na Mistrzostwa Świata 2019. 4 kwietnia wypuściła nową wersję teledysku do piosenki „Anyone I Want to Be”, którą zrealizowała na potrzeby promocji filmu animowanego Manu. Bądź sobą! (2019). 12 kwietnia zaprezentowała singiel „Lay Low”. W tym czasie została ambasadorką młodzieżowej marki St.Right oraz wystąpiła w kampanii reklamowej zestawu Junior Box sieci Play. 14 maja pojawiła się gościnnie podczas pierwszego półfinału 64. Konkursu Piosenki Eurowizji w Tel Awiwie, gdzie udzieliła wywiadu na żywo. 14 czerwca wystąpiła podczas koncertu „Od Opola do Opola” w ramach 56. KFPP w Opolu, a 26 lipca wystąpiła z piosenką Anny German „Tańczące Eurydyki” na Międzynarodowym Festiwalu Talentów im. Anny German w Zielonej Górze. 22 sierpnia podczas jesiennej ramówki TVP wraz z Idą Nowakowską i Aleksandrem Sikorą została ogłoszona prowadzącą Konkursu Piosenki Eurowizji Junior 2019, a także została ambasadorką wydarzenia. W październiku 2019 wyruszyła w pierwszą trasę koncertową po Polsce. 24 stycznia 2020 wystąpiła podczas koncertu charytatywnego „Artyści dla Mai” w warszawskim klubie Stodoła. 4 lutego podczas gali Bestselery Empiku 2019 otrzymała platynową płytę za album Roksana Węgiel. 5 października wydała singiel „Tajemnice”, który nagrała z Pawbeatsem na potrzeby promocji filmu Tajemniczy ogród, do którego użyczyła głosu głównej postaci (Mary Lennox). W listopadzie wystąpiła jako gość muzyczny podczas 18. Konkursu Piosenki Eurowizji Junior w Warszawie. W styczniu 2021 prowadziła codzienny magazyn Ferie z TVP na TVP3. W tym czasie odrzuciła propozycję reprezentowania Polski w 65. Konkursie Piosenki Eurowizji w Rotterdamie. Wiosną w parze z Oliwią Górniak zwyciężyła w finale trzeciej edycji programu tanecznego TVP2 Dance Dance Dance. 26 maja wystąpiła w koncercie TVP Nie ma jak u mamy, a 3 czerwca – w koncercie Dekalog AD 2021, a 8 czerwca na Festiwalu Kultury Chrześcijańskiej w Leżajsku.
11 czerwca 2021 wypuściła teledysk do utworu „Korona”, pierwszego singla, który wydała niezależnie, poza wytwórnią Universal Music Polska. 25 czerwca wystąpiła na Europejskim Stadionie Kultury w Rzeszowie, a dzień później odbyła się premiera singla i teledysku Ekipy „Napad na bank”, w którym gościnnie zaśpiewała. Latem wystąpiła w kilku koncertach w ramach Lato muzyka zabawa. Wakacyjna trasa Dwójki oraz została ogłoszona jedną z prowadzących program typu talent show TVP2 You Can Dance – Nowa generacja. W sierpniu wystąpiła z utworem „Błogosławieni miłosierni” na Festiwalu Muzyki Chrześcijańskiej „Jasna Strona Mocy – Abba, Ojcze”, wzięła udział z piosenką „Korona” w konkursie o Bursztynowego Słowika podczas Top of the Top Sopot Festival 2021, wystąpiła na Earth Festivalu w Uniejowie i na otwarciu prezentacji jesiennej konferencji ramówkowej TVP, wydała singiel „Kanaryjski” wraz z teledyskiem i wzięła udział z piosenką „Korona” w konkursie Przebój Lata RMF FM i Polsatu na festiwalu Magiczne zakończenie wakacji w Kielcach. 4 września wystąpiła z utworem „Anyone I Want To Be” podczas koncertu „Wielkie przeboje małego ekranu” na 58. Krajowym Festiwalu Piosenki Polskiej w Opolu oraz na koncercie premier, w którym wzięła udział z piosenką „Korona”. We wrześniu 2021 ukazał się teledysk do piosenki Magdy Beredy „Bluza w rozmiarze L”, w którym zagrała Węgiel. W październiku wystąpiła na koncercie „BohaterON Miłość bez jutra” i na gali French Touch 2021. 19 listopada wypuściła teledysk do utworu „Nowa ja”. W lipcu 2022 wydała utwór „Alone”, który nagrała we współpracy z Komodo; utwór doczekał się oficjalnego remiksu stworzonego przez 2Lies. 12 sierpnia wydała singiel „Głośniej”, do którego nakręciła teledysk. 6 grudnia wystąpiła na Wielkim koncercie piosenek świątecznych TVP. 11 stycznia 2023, w dniu swoich 18. urodzin, wydała singiel „Ciche szepty” i zapowiedziała wydanie albumu pt. 13+5. Płytę promowała także singlami: „Miasto” i „Jak na filmach”. W lipcu 2023 wydała utwór „Just Us”, nad którym pracowała wspólnie z Tribbsem, a w październiku – piosenkę „Łobuz” w duecie z Beatą Kozidrak. Wiosną 2024 w parze z Michałem Kassinem zajęła drugie miejsce w finale 14. edycji programu rozrywkowego Polsatu Dancing with the Stars. Taniec z gwiazdami. We wrześniu 2024 premierę miał teledysk do utworu „Damą być”, który nagrała w duecie z Marylą Rodowicz, która zaśpiewała ten utwór po raz pierwszy w 1976. 4 października odwołała występy w ramach trasy koncertowej Break Tour z powodów zdrowotnych.

## Życie prywatne
Była związana z białoruskim piosenkarzem Danielem Jastremskim, którego poznała podczas 16. Konkursu Piosenki Eurowizji Junior. 10 stycznia 2023 w wywiadzie dla portalu Plejada.pl potwierdziła swój związek z producentem muzycznym Kevinem Mglejem (ur. 1996), z którym pracowała nad albumem 13+5. W 2024 wzięli ślub. Od tego czasu posługuje się dwuczłonowym nazwiskiem: Węgiel-Mglej.
W październiku 2024 poinformowała, że choruje na cukrzycę typu 1.

## Dyskografia
- Roksana Węgiel (2019)
- 13+5 (2023)
- Błękit (2026)

## Trasy koncertowe
- The X Tour Roxie (2019)
- Break Tour (2025)

## Filmografia

### Dubbing i podkłady
- 2018: Hotel Transylwania 3 – Lucy, piosenka promująca
- 2019: Manu. Bądź sobą(inne języki) – piosenka promująca
- 2020: Tajemniczy ogród(inne języki) – Mary, piosenka promująca
- 2023: Mavka i strażnicy lasu[103] – Mavka, piosenka promująca

### Jako aktorka
- 2020: Znikające dzieci. Nastoletnia depresja – główna rola (film krótkometrażowy)[104]
- 2021: Depresja u mężczyzn - rola drugoplanowa (film krótkometrażowy)[105]

### Programy telewizyjne
- 2018: The Voice Kids – zwyciężczyni 1. edycji
- 2021: Ferie z TVP – prowadząca
- 2021–2022: You Can Dance – Nowa generacja – prowadząca[106]
- 2021: Dance Dance Dance – zwyciężczyni 3. edycji (wraz z Oliwią Górniak)
- 2024: Dancing with the Stars. Taniec z gwiazdami – 2. miejsce w 14. edycji (wraz z Michałem Kassinem)

## Nagrody i nominacje
| Rok  | Konkurs                                | Kategoria                                                | Rezultat  | Źr.     |
| ---- | -------------------------------------- | -------------------------------------------------------- | --------- | ------- |
| 2018 | The Voice Kids                         | I edycja                                                 | Wygrana   |         |
| 2018 | Konkurs Piosenki Eurowizji Junior 2018 | Udział w finale konkursu z utworem „Anyone I Want to Be” | Wygrana   | [ 107 ] |
| 2019 | Fryderyki 2019                         | Fonograficzny debiut roku                                | Nominacja | [ 35 ]  |
| 2019 | Nickelodeon Kids’ Choice Awards        | Ulubiona Polska Gwiazda                                  | Nominacja | [ 108 ] |
| 2019 | Przebój Lata RMF FM i Polsatu          | Przebój lata („Dobrze jest, jak jest”)                   | Nominacja | [ 109 ] |
| 2019 | Gwiazdy Plejady                        | Debiut roku                                              | Wygrana   | [ 110 ] |
| 2019 | Plebiscyt Party.pl                     | Hit wiosny 2019                                          | Nominacja | [ 111 ] |
| 2019 | Plebiscyt Party.pl                     | Gwiazda Young Party.pl                                   | Wygrana   | [ 112 ] |
| 2019 | Plebiscyt Party.pl                     | Hit lata 2019                                            | Nominacja | [ 113 ] |
| 2019 | Top Of The Top Sopot Festival          | Young Choice Awards                                      | Wygrana   | [ 114 ] |
| 2019 | MTV Europe Music Awards 2019           | Najlepszy polski wykonawca                               | Wygrana   | [ 115 ] |
| 2019 | JOY Influencer Roku 2019               | Music Influencer                                         | Nominacja | [ 116 ] |
| 2020 | Bestselery Empiku 2019                 | Muzyka – Pop/Rock                                        | Wygrana   | [ 117 ] |
| 2020 | Fryderyki 2020                         | Album Roku Pop                                           | Nominacja | [ 118 ] |
| 2020 | Nickelodeon Kids’ Choice Awards        | Ulubiona Polska Gwiazda                                  | Wygrana   | [ 119 ] |
| 2021 | Dance Dance Dance                      | Udział w 3. edycji z Oliwią Górniak                      | Wygrana   | [ 8 ]   |
| 2021 | Top of the Top Sopot Festival 2021     | Bursztynowy Słowik („Korona”)                            | Nominacja | [ 120 ] |
| 2021 | Przebój Lata RMF FM i Polsatu          | Przebój lata („Korona”)                                  | Nominacja | [ 121 ] |
| 2021 | 58. KFPP w Opolu                       | Premiery („Korona”)                                      | Nominacja | [ 122 ] |
| 2021 | 58. KFPP w Opolu                       | Artysta bez granic                                       | Wygrana   | [ 123 ] |